# Sebastian-Syndrom
Das Sebastian-Syndrom ist eine äußerst seltene autosomal-dominante Erbkrankheit. Sie wird durch eine Mutation des MYH9-Gens verursacht. Das Sebastian-Syndrom gehört zusammen mit dem Fechtner-Syndrom, dem Epstein-Syndrom und der May-Hegglin-Anomalie zur Gruppe der MYH9–assoziierten Erkrankungen.

## Ursache und Genetik

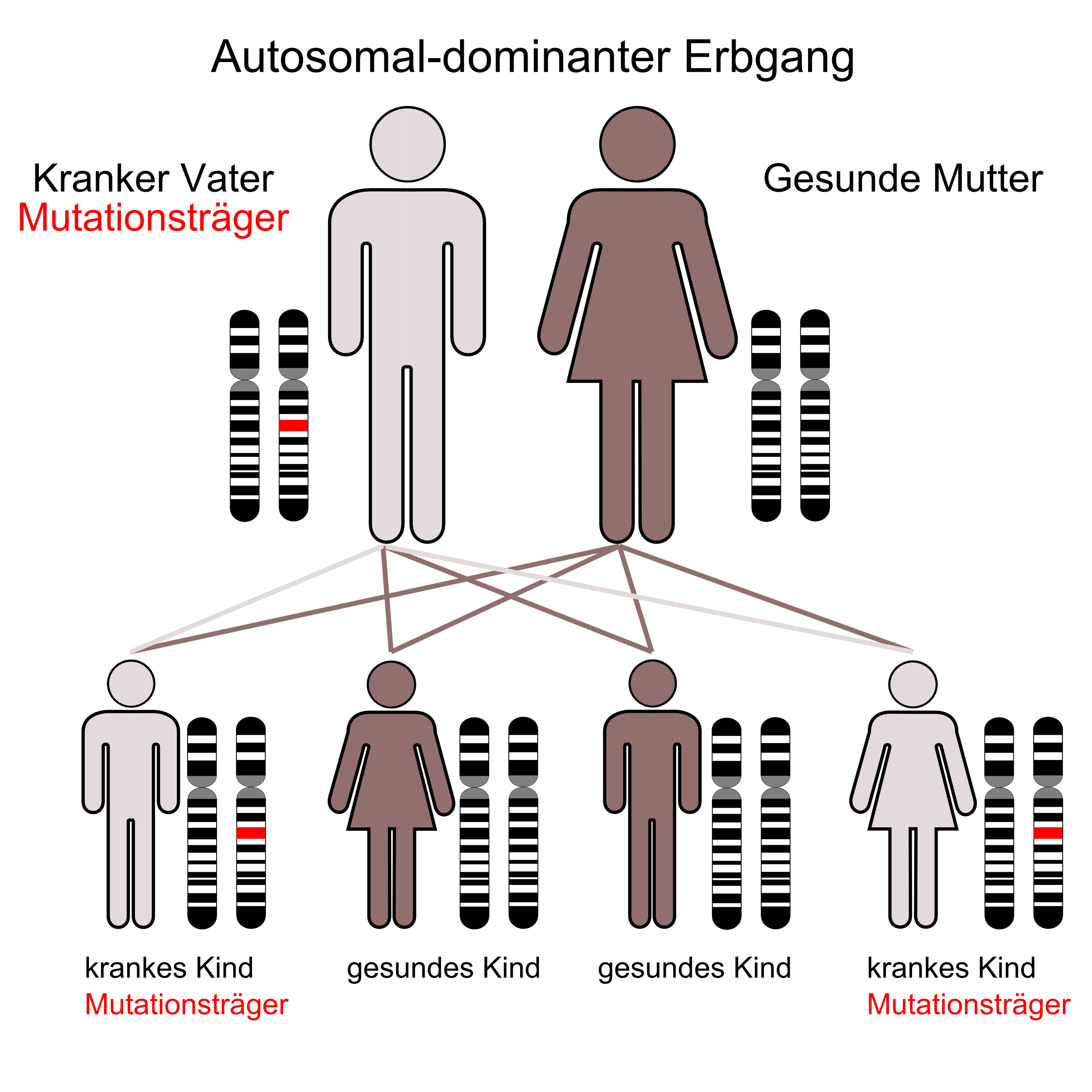
Der autosomal-dominante Erbgang

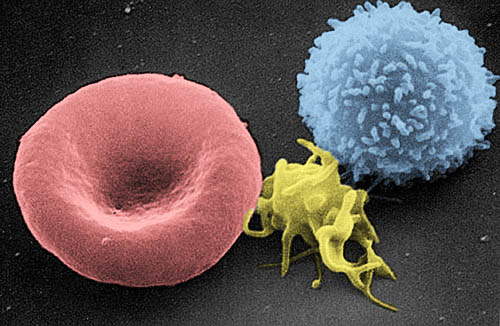
Von links nach rechts: Erythrozyt (rotes Blutkörperchen), Thrombozyt (aktiviert) und Leukozyt

Das von der Mutation betroffene MYH9-Gen befindet sich beim Menschen auf Chromosom 22 Genlocus q11.2.
Als Folge der Genmutation haben die betroffenen Patienten eine Makrothrombozytopenie, die sich durch einen Mangel an Thrombozyten (eine sogenannte Thrombozytopenie) und übergroßen Thrombozyten mit Leukozyteneinschlüssen, die allerdings kleiner als bei der May-Heggelin-Anomalie sind, manifestiert. Die Krankheit wird autosomal-dominant vererbt.

## Epidemiologie und Indizenz
Es wird geschätzt, dass weltweit etwa 50 Menschen, beziehungsweise etwa zehn Familien vom Sebastian-Syndrom betroffen sind. Aufgrund der Seltenheit der Erkrankung sind signifikante demographische Tendenzen nicht erkennbar. Männer und Frauen erkranken offensichtlich mit gleicher Wahrscheinlichkeit.

## Symptome
Die Betroffenen habe eine starke Neigung zum Nasen- und Zahnfleischbluten. Frauen mit dem Sebastian-Syndrom haben deutlich stärkere Menstruationsblutungen, als gesunde Frauen.

## Therapie
Für die meisten vom Sebastian-Syndrom betroffenen Patienten ist keine spezielle Behandlung notwendig. Nach Operationen sind gegebenenfalls Thrombozytentransfusionen notwendig, um schwere Blutungen zu verhindern.

## Prognose
Patienten mit dem Sebastian-Syndrom haben prinzipiell eine normale Lebenserwartung. Die Hauptgefahr für die Betroffenen besteht bei Operationen oder Verletzungen durch die sehr langsame Blutgerinnung, die unter Umständen zum Verbluten führen kann.

## Entdeckung
Das Sebastian-Syndrom wurde erstmals 1990 von Greinacher u. a. beschrieben.